# Proruaca harmonica
Proruaca harmonica is een vlinder uit de familie spinneruilen (Erebidae). De wetenschappelijke naam is voor het eerst geldig gepubliceerd in 1901 door Distant.
De soort komt voor in tropisch Afrika.